# (3367) Alex
Pour les articles homonymes, voir Alex.
(3367) Alex est un astéroïde de la ceinture principale.

## Description
(3367) Alex est un astéroïde de la ceinture principale. Il fut découvert le 15 février 1983 à la station Anderson Mesa par Norman G. Thomas. Il présente une orbite caractérisée par un demi-grand axe de 2,79 UA, une excentricité de 0,07 et une inclinaison de 5,3° par rapport à l'écliptique.

## Compléments